# Fava de Calabar
La fava de Calabar (Physostigma venenosum) és una liana originària dels boscos d'Àfrica tropical de la familia de les fabàcies.

## Etimologia
El nom genèric ve del grec (physa), bufeta i (stigma), estigma, per indicar el curiós apèndix terminal del pistil (concretament l'estigma) que porta una excrescència que té l'aspecte d'una petita bufeta (encara que sigui plena i no buida) de forma triangular. L'epítet específic venenosum fa referència al seu caràcter extremadament tòxic.

## Descripció morfològica
La planta és herbàcia, perenne, amb arrel llenyosa a la base. Aquesta liana pot atènyer una quinzena de metres d'alçada, amb un tronc de fins a 5 cm de diàmetre. Les fulles són trifoliades i relativament semblants a les d'una mongetera. Les flors són grans i agrupades en inflorescències en raïms pendulars. Els seus pètals són de color porpra. El fruit és una llegum d'uns 15 cm de longitud que conté dues o tres llavors d'un color xocolata anomenades les faves de Calabar.

## Composició química i terapèutica
La fava de Calabar conté habitualment una mica més d'1% d'alcaloides, entre els quals dos han estat aïllats, la calabarina i la fisostigmina (o eserina). Aquest últim i els seus derivats són força utilitzats en terapèutica. La seva acció farmacològica és una inhibició de l'enzim colinesterasa actuant així doncs com un anticolinesteràsic. S'ha utilitzat en el tractament de la miastènia gravis, el glaucoma i, actualment, es fan proves clíniques per al tractament de la malaltia d'Alzheimer. Aquesta planta també és força utilitzada com a medicina en l'homeopatia.

## Toxicologia
Malgrat la seva alta toxicitat, res no permet exteriorment distingir la fava de Calabar d'una inofensiva mongeta, ni en l'aparença, ni en l'olor, ni en el gust, la qual cosa ha tingut de vegades conseqüències greus quan algunes llavors han estat accidentalment deixades a l'abast de nens que les han consumit.
L'antídot principal per emmetzinament amb faves de Calabar és l'atropina sovint utilitzat com a mesura d'urgència per reeixir l'intoxicat per estímul de la circulació sanguínia i la respiració. Desafortunadament, l'antagonisme entre la fisostigmina i l'atropina no és perfecte i depèn tant de la dosi consumida fins dels temps que ha passat des de la ingesta fins al punt que superats els llindars, la mort pot succeir més ràpida si es tracta amb atropina.

## Història i mites
Aquestes faves eren anomenades "Éséré" pels antics habitants de la regió de Calabar (Nigèria), i tenien el significat de "mongetes del Judici de Déu". Per aquest motiu eren administrades sobre decisió judicial a les persones acusades de bruixeria o d'altres crims. Si la defunció sobrevingués (el que era el cas més freqüent), es considerava que la mà divina havia fet justícia al culpable designat. Si al contrari l'acusat rebutgés el verí per vòmit i sobrevisqués, era considerat com innocent i era alliberat. Amb tot, l'efecte purgant de la mateixa droga (amb expulsió del verí) no era considerada prova d'innocència i, en cas de supervivència, l'acusat era llavors considerat com a culpable i venut com a esclau, però no executat. Durant força segles, el Judici de Déu o Ordàlia per les faves de Calabar era generalment considerada com infal·lible, fins al punt que innocents acusats d'un crim demanaven ells mateixos ser sotmesos a aquesta prova i pagaven de vegades la seva confiança cega amb la seva vida. La fava també era utilitzada en certs duels on cadascun dels adversaris n'ingeria una meitat fins al punt que, sovint, amb això n'hi havia prou per a matar-los tots dos.